# 武内作平

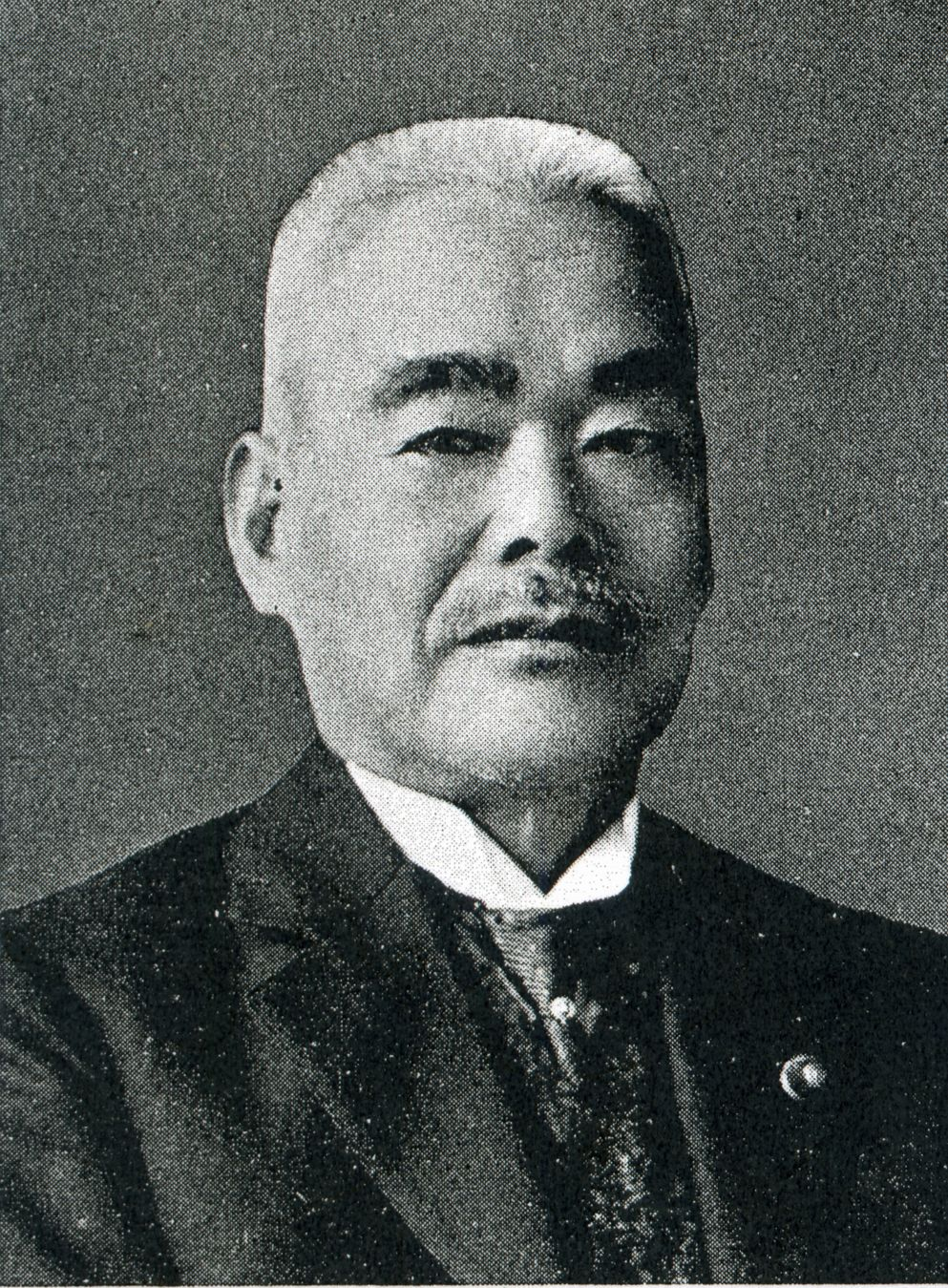
武内作平の肖像写真

武内 作平（たけうち さくへい、1867年11月18日（慶応3年10月23日） - 1931年（昭和6年）11月8日）は、日本の政治家、弁護士。衆議院議員、内閣法制局長官。

## 経歴
伊予国越智郡日吉村（現・今治市）に士族武内清治の長男として生まれる。関西法律学校（現・関西大学）、和仏法律学校（現・法政大学）、東京専門学校（現・早稲田大学）で学んだ後、1897年（明治30年）に弁護士試験に合格する。大阪北浜で弁護士事務所を開業し、大阪弁護士会長、大阪米穀取引所、大阪土地建物、日本冷蔵、阪堺電鉄などの役員を歴任する。1902年（明治35年）に衆議院議員に初当選。その後、海軍政務次官、大蔵政務次官、予算委員長を経て第2次若槻内閣では法制局長官を務める。

## 参照
- 『人事興信録　第4版』（人事興信所、1915）
- 『人事興信録　第8版』（人事興信所、1928）
- 『大日本人物名鑑　巻4の2』（ルーブル社出版部）

| 公職          | 公職                    | 公職          |
| ------------- | ----------------------- | ------------- |
| 先代 川崎卓吉 | 法制局長官 第27代：1931 | 次代 斎藤隆夫 |